# فرانک زین
فرانک زین به (انگلیسی: Frank Zane؛ (متولد ۲۸ ژوئن ۱۹۴۲) بدنساز حرفه‌ای سابق و نویسنده آمریکایی است. او برنده سه دوره مسابقات مستر المپیا است. از بدن زین به سبب پرداختن دقیقش روی دو ویژگی تقارن و تناسب به عنوان یکی از بهترین بدن‌ها در تاریخ بدنسازی یاد می‌شود.

## زندگی‌نامه
زین در ۲۸ ژوئن ۱۹۴۲ در کینگستون، پنسیلوانیا متولد شد. او در نوجوانی پس از خواندن یک مجله پرورش اندام شروع به بدنسازی کرد و به وسیله وزنه‌برداری در طول ۱۴ تا ۱۷سالگی از ۱۳۰ پوند (۵۹ کیلوگرم) به وزنی معادل ۱۶۰ پوند (۷۲٫۵ کیلوگرم) رسید. در سال ۱۹۶۴ او موفق به دریافت لیسانس علوم از دانشگاه ویلکس شد و برای ۱۳ سال در زمان اقامتش در فلوریدا و کالیفرنیا به تدریس ریاضیات و شیمی پرداخت. همچنین او مدرک لیسانس خود را در سال ۱۹۷۷ در رشته روانشناسی از دانشگاه ایالتی کالیفرنیا در لس آنجلس و مدرک کارشناسی ارشدش در رشته روانشناسی تجربی از دانشگاه ایالتی کالیفرنیا در سن برناردینو در سال ۱۹۹۰ کسب کرده است.

### بدنسازی حرفه‌ای
زین سه بار قهرمان مستر المپیا بین سال های(۱۹۷۷–۱۹۷۹) شده است. در آن عصر توجهات به جای بزرگی عضلات به زیبایی عضلات معطوف بود. از ویژگی‌های ساختار متناسب بدنی زین کمر باریکش بود که از همه کسانی که عنوان مستر المپیا را داشتند_ به جز سرجیو اولیوا_ باریکتر بود و با وجود شانه‌های پهنش، بدن Vشکل او را از دیگران متمایز می‌کرد. قد او در زمان مسابقات ۵ اینچ و ۹ فوت و وزنش تا ۱۹۰ پوند می‌رسید. او به دلیل مدرک لیسانسش، به "شیمیدان" ملقب شد و به گفته خودش: "روزگاری من مکمل و آمینواسید فراوانی مصرف می‌کردم. در حال حاضر هم مصرف می‌کنم. اما میزانش در آن روزگار کاملاً غیر عادی بود؛ و این گونه بود که لقب "شیمیدان" به من داده شد."
زین یکی از تنها ۳ نفری است که توانسته در مسابقات بدنسازی، آرنولد شوارتزنگر را شکست دهد (به همراه چستر یورتون و سرجیو الیوا) و یکی از معدود برندگان مستر المپیای زیر ۲۰۰ پوند است. به هر روی او برای بیش از ۲۰ سال به رقابت در مسابقات بدنسازی پرداخت و پس از مسابقات مستر المپیای ۱۹۸۳ اعلام بازنشستگی کرد.